# Rhabdornis
Rhabdornis là một chi chim trong họ Sturnidae.

## Các loài
- Rhabdornis grandis
- Rhabdornis inornatus
- Rhabdornis mystacalis